# Mount Benjamin
Mount Benjamin är ett berg i Antarktis. Det ligger i Västantarktis. Nya Zeeland gör anspråk på området. Toppen på Mount Benjamin är 1 750 meter över havet, eller 321 meter över den omgivande terrängen. Bredden vid basen är 1,6 km.
Terrängen runt Mount Benjamin är varierad. Trakten är obefolkad. Det finns inga samhällen i närheten.